# 격정의 프라하
《격정의 프라하》(영어: The Amateur)는 1981년 캐나다의 범죄 스릴러 영화이다. 로버트 리텔이 1981년에 펴낸 동명 소설이 원작이다. 찰스 재럿 감독이 연출했고, 존 새비지, 크리스토퍼 플러머, 마르트 켈레르 등이 출연했다.

## 줄거리
아내가 뮌헨에서 테러리스트들에게 살해되자 중앙정보국(CIA) 암호 전문가가 범인들의 뒤를 쫓아 체코슬로바키아로 향한다.

## 출연진
- 존 새비지 - 찰스 헬러 역
- 크리스토퍼 플러머 - 라코스 교수 역
- 마르트 켈레르 - 엘리사베트 역
- 아서 힐 - 브루어 역
- 니컬러스 캠벨 - 슈레거 역
- 조지 코 - 러틀리지 역
- 얀 루베시 - 캐플런 역
- 존 말리 - 몰턴 역
- 에드 로터 - 앤더슨 역
- 린 그리핀